# Fasemodulation
Fasemodulation forkortes som PM. Ved PM holdes senderens output konstant, medens det er fasen, der ændres i takt med Deviationen (modulationen.)
PM er en modulationsart, der ikke bruges meget kommercielt, men ved at lavpasfiltrere modulationssignalet inden det sendes ind modulatoren, fås en modulation som er kompatibel med frekvensmodulation.
Fordelen ved fasemodulation (som ved frekvensmodulation) er at man opnår større signal-til-støj forhold end amplitudemodulation. Forbedringen er op til 20 dB for gode FM-demodulatorer i forhold til bærebølge-til-støj forholdet. Ulempen ved fasemodulation er, at den for at opnå større signal-til-støj forhold, breder sig over større båndbredde.